# إيفانز كانغوا
إيفانز كانغوا (بالإنجليزية: Evans Kangwa)‏ (مواليد 21 يونيو 1994) هو لاعب كرة قدم زامبي يلعب حاليًا لصالح نادي هابويل رعنانا على سبيل الإعارة من نادي نكانا.

## ألقاب
نكانا
- الدوري الزامبي الممتاز: 2013

زامبيا
- كأس الأمم الأفريقية: 2012

## روابط خارجية
- إيفانز كانغوا على موقع اتحاد تركيا (لاعب) (الإنجليزية)
- إيفانز كانغوا على موقع قاعدة بيانات كرة القدم.إي يو (الإنجليزية)
- إيفانز كانغوا على موقع ناشيونال فوتبول تيمز (الإنجليزية)
- إيفانز كانغوا على موقع Soccerway.com (الإنجليزية)
- إيفانز كانغوا على موقع عالم كرة القدم.نت (الإنجليزية)
- إيفانز كانغوا على موقع كووورة